# Colorado Springs
Colorado Springs er en by i den sydlige del af delstaten Colorado i USA.
Colorado Springs ligger ved Fountain Creek, 105 km syd for Colorado State Capitol i Denver, nær ved en af de mest berømte amerikanske bjergtoppe, Pikes Peak, på østsiden af Rocky Mountains.
I 2015 havde Colorado Springs anslået 456.568 indbyggere, hvilket gør den til den næststørste by i Colorado og den 42. største i USA. Byen har eget bystyre og er hovedby i El Paso County.
Byens samlede areal omfatter 505  km², hvoraf 504 km² er land og 1,0 km² er vand. Byen ligger 1,6 km over havets overflade, men nogle områder af byen er betydeligt højere og lavere.